# Windenergie in Rumänien

Windpark Fântânele-Cogealac

Installierte Kapazität zur Windenergieerzeugung in Rumänien in MW

Die Windenergie in Rumänien spielt eine bedeutende Rolle bei der Stromerzeugung des Landes: 2024 wurden 12 % des Strombedarfs mit Windkraftanlagen (WKA) gedeckt. Alle WKA befinden sich an Land; im Jahr 2024 gab es keine Offshore-WKA.

## Installierte Leistung und Jahreserzeugung
Laut CIA verfügte Rumänien im Jahr 2020 über eine (geschätzte) installierte Leistung von insgesamt 20,528 GW (alle Kraftwerkstypen); der Stromverbrauch lag bei 50,039 Mrd. kWh. Die installierte Leistung der WKA stieg von 389 MW im Jahr 2010 auf 3029 MW im Jahr 2022; die Jahreserzeugung stieg von ca. 0,3 TWh im Jahr 2010 auf ca. 6,9 TWh im Jahr 2022.
| Jahr | Inst. Leist- ung (MW) | Anteil (%) | Erzeugung (TWh) | Anteil (%) |
| ---- | --------------------- | ---------- | --------------- | ---------- |
| 2010 | 389                   |            | 0,3             |            |
| 2011 | 988                   |            | 1,4             |            |
| 2012 | 1822                  |            | 2,6             |            |
| 2013 | 2599                  |            | 4,5             |            |
| 2014 | 2953                  |            | 6,2             |            |

| Jahr | Inst. Leist- ung (MW) | Anteil (%) | Erzeugung (TWh) | Anteil (%) |
| ---- | --------------------- | ---------- | --------------- | ---------- |
| 2015 | 2976                  |            | 7               |            |
| 2016 | 3024                  |            | 6,5             |            |
| 2017 | 3029                  |            | 7,3             | 12,2       |
| 2018 | 3029                  |            | 6,3             | 10         |
| 2019 | 3029                  |            | 6,7             | 11         |

| Jahr | Inst. Leist- ung (MW) | Anteil (%) | Erzeugung (TWh) | Anteil (%) |
| ---- | --------------------- | ---------- | --------------- | ---------- |
| 2020 | 3029                  |            | 6,9             | 12         |
| 2021 | 3029                  |            | 6,5             | 11         |
| 2022 | 3029                  |            | 6,9             | 12         |
| 2023 | 3100                  | 16         | 7,49            | 14         |
| 2024 | 3150                  |            |                 | 12         |

## Windparks
| Name               | Turb. | Inst. Leistung (MW) | Kreis     | Status     | Anmerkung |
| ------------------ | ----- | ------------------- | --------- | ---------- | --------- |
| Fântânele-Cogealac | 240   | 600                 | Constanța | in Betrieb |           |